# Тасарик (Казалінський район)
Тасари́к (каз. Тасарық) — село у складі Казалінського району Кизилординської області Казахстану. Адміністративний центр Тасарицького сільського округу.
Населення — 520 осіб (2021; 548 у 2009, 529 у 1999, 591 у 1989).